# Jørgen Wichfeld (landsdommer)
 Der er flere personer med dette navn, se Jørgen Wichfeld.
Jørgen Wichfeld, ved dåben Wichmand (1. november 1729 på Engestofte – 19. december 1797 sammesteds) var en dansk godsejer og landsdommer.
Jørgen Wichmand var søn af den velstående købmand i Nykøbing Falster Bertel Wichmand (1677-1732), der ved sin handel havde tjent sig en formue og købt hovedgården Engestofte, og Bodil Cathrine From (død 1760, gift 2. gang 1735 med højesteretsassessor, konferensråd Rasmus Rasmussen, død 1753). Han afkøbte efter sin moders død 1760 sine søskende deres arvepart i Engestofte gård og gods og styrede sine ejendomme, som han 1776 forøgede ved tilkøb af Ulriksdal, med stor dygtighed. 1770 fik han bevilling til at oprette en pudder- og stivelsefabrik på Engestofte. I Lolland-Falsters Landsting havde han sæde fra 1769, da han udnævntes til vicelandsdommer, indtil 1787, uden dog at rykke op til virkelig landsdommer. 1777 optoges han i adelstanden med navnet Wichfeld, og 1779 fik han titel af etatsråd. Efter den "utrættet duelige" mands død, 19. december 1797, gik hans ejendomme, da han
selv var ugift, ifølge hans dispositioner over til hans brodersøn Henning Wichfeld med forpligtelse til deraf at oprette stamhuset Engestofte.
Han er begravet i Engestofte Kirke. Der findes et portrætmaleri af Wichfeld af Isaac Wacklin fra 1749, som tidligere fandtes på Engestofte.